# Freraea montana
Freraea montana là một loài ruồi trong họ Tachinidae.